# Leukoma jedoensis
Leukoma jedoensis is een tweekleppigensoort uit de familie van de Veneridae. De wetenschappelijke naam van de soort is voor het eerst geldig gepubliceerd in 1874 door Lischke.